# نیروگاه برق آبی خودونی
نیروگاه برق آبی خودونی (به لاتین: Khudoni Hydro Power Plant) یک نیروگاه برقابی در گرجستان است که در شهرداری مستیا واقع شده‌است.